# Union démocratique et sociale (Algérie)
Ne doit pas être confondu avec Mouvement démocratique et social (Algérie) ou Union démocratique et sociale (Tunisie).
 (mai 2022).
Si vous disposez d'ouvrages ou d'articles de référence ou si vous connaissez des sites web de qualité traitant du thème abordé ici, merci de compléter l'article en donnant les références utiles à sa vérifiabilité et en les liant à la section « Notes et références ».
L' Union démocratique et sociale (UDS) est un parti politique algérien fondé en 2013 par l'opposant algérien Karim Tabbou, qui est depuis devenu une figure du Hirak. Lors de la création du parti, il avait été décrit par son fondateur comme une formation pour « la démocratie, la défense des droits de l’homme et la justice sociale et le recouvrement des libertés des Algériens ». Il s'inscrit notamment en opposition avec le pouvoir en place, jugé autoritaire et liberticide. Le parti n'a pas été agréé par les autorités. En 2020, Karim Tabbou fait un an de prison pour avoir posté sur le compte Facebook du parti une vidéo critiquant l'ingérence de l'armée dans les affaires politiques.